# Günther Smend
Günther Smend est un officier allemand, né le 28 novembre 1912[réf. nécessaire] à Trèves, et mort exécuté le 8 septembre 1944 à la prison de Plötzensee.

## Biographie
Günther Smend rejoint le quartier général de la Wehrmacht le 1er avril 1943, puis est nommé aide de camp de Kurt Zeitzler le 12 juillet suivant.
Il participe au complot du 20 juillet 1944 contre Hitler. Arrêté le 1er août 1944, probablement torturé, il rédige une lettre dans laquelle il revient sur les raisons qui l'ont incité à rejoindre la conjuration : à partir de la défaite de Stalingrad, il doute de la victoire du Reich dans le conflit ; ses doutes n'ont fait que s'amplifier au fil des mois suivants, tout en considérant que la conduite de la guerre par Hitler ne peut qu'aboutir à une défaite. Il est déféré devant le tribunal du Peuple puis exécuté par pendaison.